# قصر عبد الله باشا

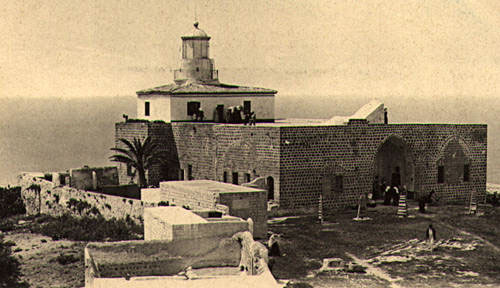
قصر عبد الله باشا في حيفا

قصر عبد الله باشا هو قصر يقع على جبل الكرمل في حيفا من بقايا دير مار الياس بناه عبد الله باشا والي عكا (1820م-1832م) في عصر الدولة العثمانية.

## بناء القصر
تم بناء القصر من حجارة ما تبقى من دير مار الياس الذي امر عبد الله باشا بهدمه سابقا في عام 1821م لمنع اليونانيين من الوصول اليه واحتلال حيفا ثم عكا كذلك لطرد الرهبان الكرمليين ومنعهم من العودة إلى حيفا. تم بناء القصر بهدف ان يكون مصيفا للراحة والاستجمام له ولعائلته بعيدا عن عكا وضجيجها.  
كان القصر صغير الحجم مقارنة بقصور أخرى حيث تكون من طابق ارضي فقط تحيط به حديقة زرعت بها أشجار النخيل. إضافة إلى فنار حيفا الذي كان بجانب القصر حيث يطل على ميناء حيفا.

## القصر اليوم
لاحقا تم شراء القصر من قبل الرهبان الكرمليين بعد ان تم عزل عبد الله باشا ونفيه إلى مصر ثم إسطنبول. اما اليوم فيستخدم موقع القصر كمرصد عسكري يسيطر عليه الجيش الإسرائيلي.